# Congue (Camarões)
Congue é uma vila dos Camarões situada na região de Centro, departamento de Mbam e Quim, e comuna de Ngambé-Ticar. Em 1966, compreendia 610 habitantes, sobretudo ticares, enquanto pelo censo de 2005, havia 1 512.